# Petr Štochl
Petr Štochl (* 24. April 1976 in Pilsen, Tschechoslowakei) ist ein ehemaliger tschechischer Handballspieler. Štochl, der zwölf jahre für den deutschen Verein Füchse Berlin spielte und für die tschechische Nationalmannschaft auflief, war Handballtorwart.

## Karriere

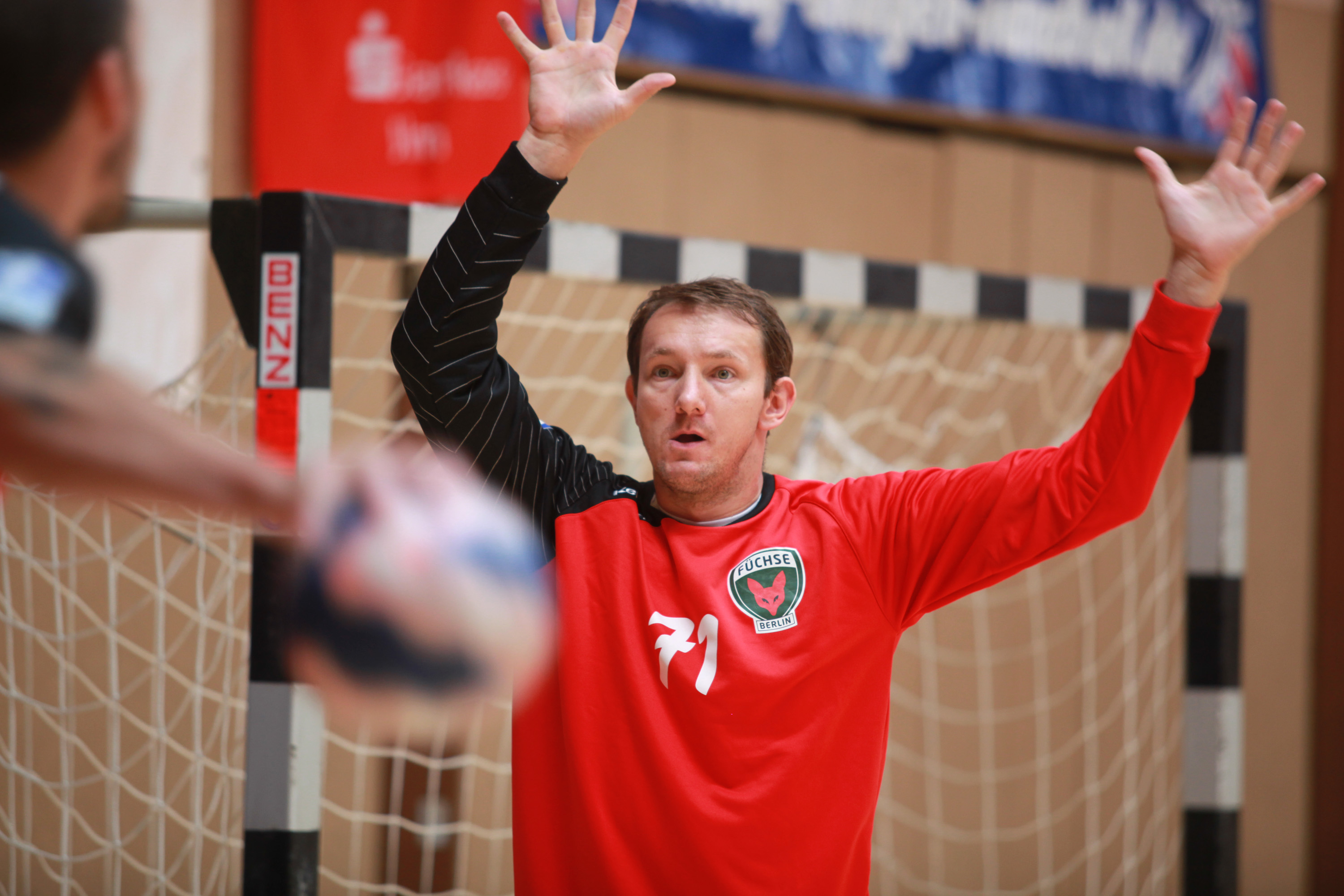
Petr Štochl (2013)

Petr Štochl begann in seiner Heimatstadt bei Kovopetrol Pilsen mit dem Handballspiel, wo er auch in der ersten tschechischen Liga debütierte. Dort gewann er 1998 sowie 1999 die tschechische Meisterschaft. 2000 wechselte er zu Dukla Prag, 2001 zurück nach Pilsen zum Stadtrivalen HSC Pilsen und 2002 zu Allrisk Prag. 2004 ging er erstmals ins Ausland, zum französischen Zweitligisten Istres Handball. Nach zwei Jahren an der Côte d’Azur zog er 2006 weiter zum deutschen Zweitligisten Füchse Berlin. Mit den Hauptstädtern stieg er 2007 in die erste Handball-Bundesliga auf. 2014 gewann er mit den Füchsen den DHB-Pokal sowie 2015 und 2018 den EHF-Pokal. Dazu wurde er Vereinsweltmeister 2015, 2016. Nach dem 28:23-Sieg gegen den TV Hüttenberg am 3. Juni 2018 beendete Stochl nach 12 Jahren und 526 Spielen im Füchse-Trikot seine Karriere. Nachdem sich Malte Semisch im November 2018 verletzt hatte, wurde Štochl von den Füchsen Berlin für zwei Spiele reaktiviert.

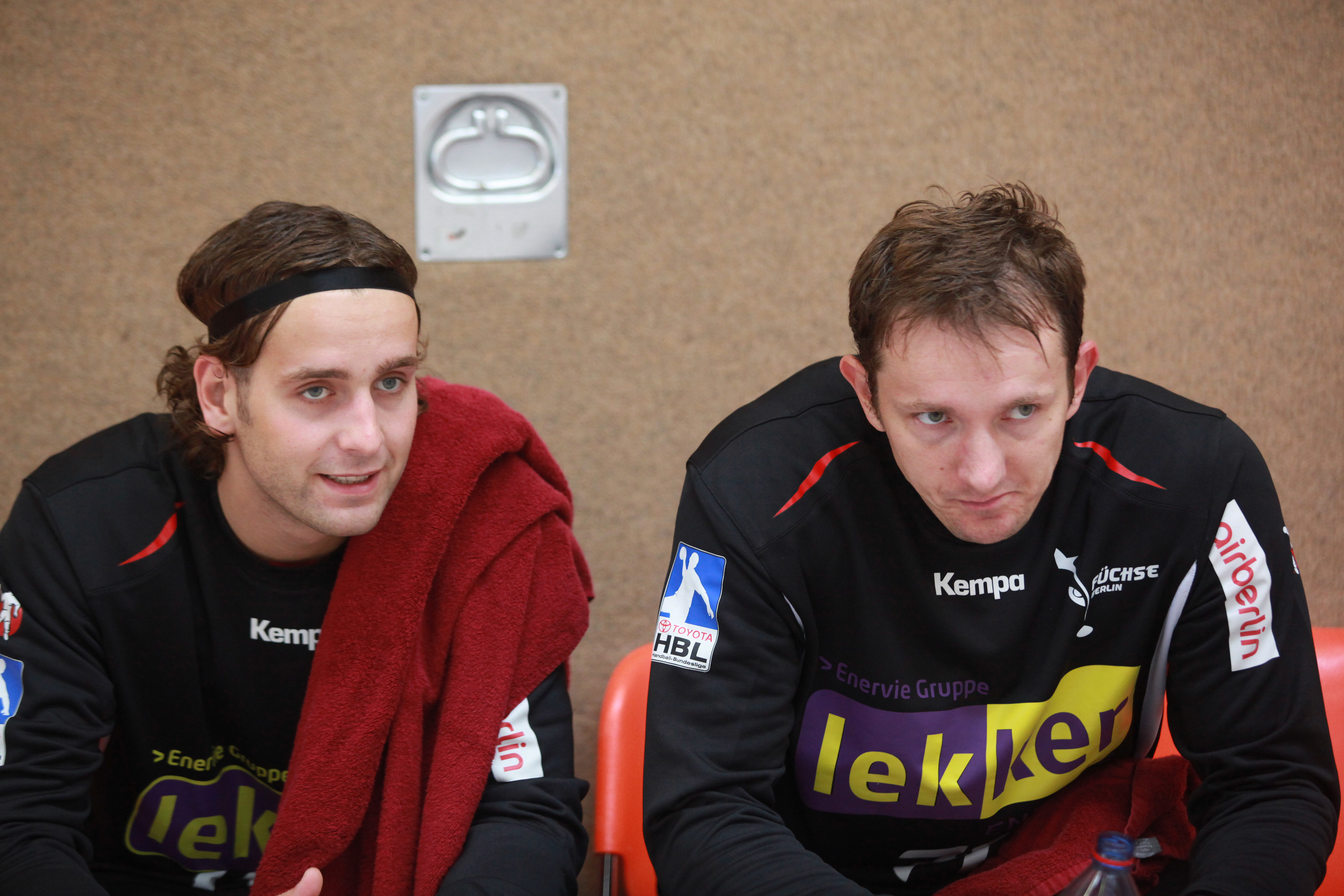
Das erfolgreiche Torhütergespann der Füchse von 2009–2018 Silvio Heinevetter und Petr Štochl

Petr Štochl bestritt 204 Länderspiele für die tschechische Nationalmannschaft. Mit Tschechien nahm er an den Weltmeisterschaften 2005, 2007 in Deutschland und 2015 sowie den Europameisterschaften 2008, 2010, 2012 und 2014 teil. Beim 27:26-Sieg gegen Russland am 8. Juni 2018 machte er sein letztes Länderspiel.
Štochl leitete ab dem Sommer 2018 das Torwarttraining bei der 2. Mannschaft der Füchse Berlin. Seit 2019 ist er Torwarttrainer beim tschechischen Verein Talent Pilsen.

## Privates
Sein Bruder Jan Štochl war ebenfalls professioneller Handballtorwart.